# Nathalie Baye
Pour les articles homonymes, voir Baye.
Nathalie Baye, née le 6 juillet 1948 à Mainneville (Eure), est une actrice française.
Diplômée du Conservatoire national supérieur d'art dramatique, elle fait ses débuts au cinéma dans les années 1970 et se fait remarquer pour sa performance dans La Nuit américaine de François Truffaut.
En 1981, elle reçoit le César de la meilleure actrice dans un second rôle pour Sauve qui peut (la vie) de Jean-Luc Godard, avant de remporter d'autres distinctions avec Une étrange affaire (César de la meilleure actrice dans un second rôle) et La Balance (César de la meilleure actrice). Dans les années 1990, bien que moins présente sur les écrans, elle continue à jouer des rôles principaux dans des films tels que La Baule-les-Pins et Un week-end sur deux. La décennie suivante lui permet de diversifier son répertoire, alternant entre productions grand public et œuvres plus intimistes. Sa performance dans Le Petit Lieutenant lui vaut un second César de la meilleure actrice en 2006.

## Biographie

### Jeunesse
Nathalie Marie Andrée Baye est la fille d'un couple d'artistes peintres. Elle étudie à l'École alsacienne. Après avoir arrêté sa scolarité à l'âge de 14 ans, elle intègre une école de danse à Monaco tout en suivant des cours par correspondance. Trois ans plus tard, elle part pour les États-Unis afin de poursuivre sa formation artistique.
À son retour en France, elle poursuit les cours de danse, mais, parallèlement, s'inscrit au cours Simon, puis est reçue au Conservatoire national supérieur d'art dramatique dont elle sort diplômée en 1972. Alors qu'elle est étudiante au Conservatoire, elle est engagée par Paul Morand pour faire la lecture à son épouse aveugle. C'est aussi à cette époque qu'elle fait ses premières apparitions sur grand écran.

### Révélation (années 1980)
Elle apparaît d'abord dans Brève Rencontre à Paris (Two People) de Robert Wise, puis dans un rôle de scripte dans La Nuit américaine de François Truffaut. Elle enchaîne une série de seconds rôles. En 1978, Truffaut fait à nouveau appel à elle, pour lui confier le rôle principal féminin de La Chambre verte. Elle vit par ailleurs pendant une dizaine d'années avec Philippe Léotard.
En 1981, elle reçoit le César de la meilleure actrice dans un second rôle pour son interprétation dans Sauve qui peut (la vie) de Jean-Luc Godard. On la voit ensuite dans une série de films remarqués par le public et la critique, notamment le drame historique Le Retour de Martin Guerre de Daniel Vigne, dont elle partage la vedette avec Gérard Depardieu, et dans le polar La Balance de Bob Swaim, avec également Philippe Léotard et Richard Berry. Elle remporte consécutivement deux nouveaux césars : d'abord en 1982, un autre césar de la meilleure actrice dans un second rôle, qu'elle obtient pour la deuxième fois en deux ans grâce à sa prestation dans Une étrange affaire, puis en 1983, celui de la meilleure actrice pour sa prestation dans La Balance. Cette succession de récompenses et de succès commerciaux font d'elle, au début des années 1980, l'une des nouvelles vedettes du cinéma français : dans le même temps, le couple qu'elle forme avec Johnny Hallyday contribue à la placer sous les feux de l'actualité.
La naissance en 1983 de sa fille Laura, qu'elle a eue avec Johnny Hallyday, la pousse à ralentir son rythme de tournage. Si ses apparitions au cinéma deviennent moins fréquentes, elle profite de cette période pour remonter sur les planches en interprétant Adriana Monti en 1986.

### Tête d'affiche (années 1990)

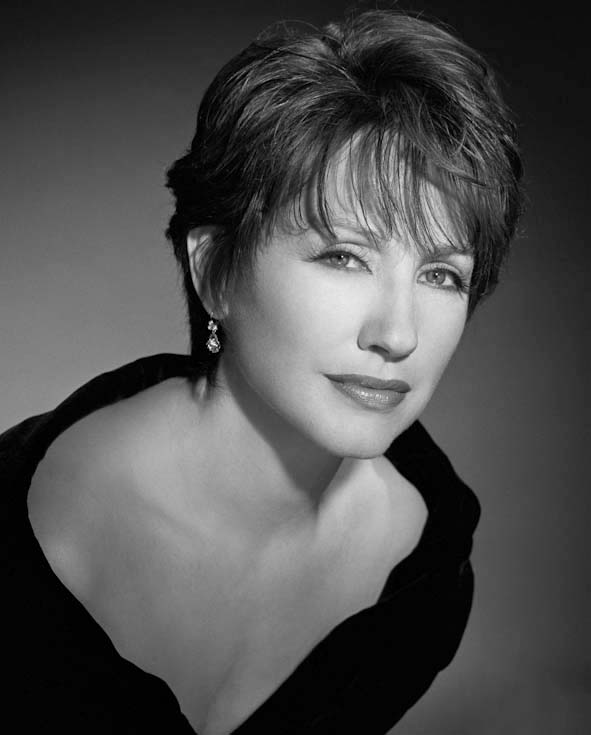
Nathalie Baye en 1994.

À la fin des années 1980 et au début des années 1990, Nathalie Baye est moins présente sur les écrans.
Elle est néanmoins tête d'affiche de ses projets successifs : la comédie La Baule-les-Pins, de Diane Kurys ; Un week-end sur deux, de Nicole Garcia ; les drame La Voix, de Pierre Granier-Deferre et Mensonge, de François Margolin.
En 1991, elle est membre du jury du Festival international du film de Tokyo.
En 1993, elle tourne aux États-Unis le téléfilm Les Soldats de l'espérance, de Roger Spottiswoode. Puis, l'année suivante, elle joue dans La Machine, écrit et réalisé par François Dupeyron, aux côtés de Gérard Depardieu.
Plusieurs de ces projets sont cependant des échecs commerciaux.
En 1996, elle fait partie du casting choral de la comédie Enfants de salaud, de Tonie Marshall ; en 1997, elle tient un second rôle dans Paparazzi, d'Alain Berberian ; en 1998, elle joue dans le film franco-anglais Food of Love, écrit et réalisé par Stephen Poliakoff, puis est la tête d'affiche du drame Si je t'aime, prends garde à toi, de Jeanne Labrune.
En 1999, elle renoue avec le succès commercial pour l'un des rôles féminins principaux de la comédie dramatique Vénus Beauté (Institut), de Tonie Marshall ; la même année, elle partage l'affiche du film d'auteur Une liaison pornographique de Frédéric Fonteyne avec Sergi López. Sa performance lui vaut un prix d'interprétation à la Mostra de Venise.
Durant la décennie suivante, elle alterne films grand public et productions plus intimistes.

### Confirmation critique et commerciale (années 2000)

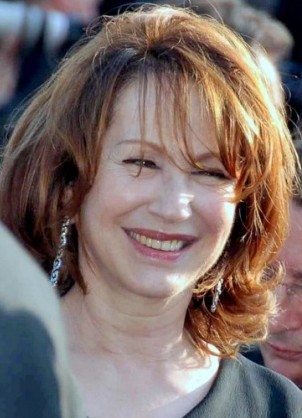
L'actrice au Festival de Cannes 2010.

En 2000, elle fait partie des castings chorals des comédies de mœurs Ça ira mieux demain, de Jeanne Labrune et Barnie et ses petites contrariétés, de Bruno Chiche. Elle porte aussi le drame Selon Matthieu, de Xavier Beauvois.
En 2001, elle connaît un flop critique et commercial avec Absolument fabuleux, dont elle partage l'affiche avec Josiane Balasko ; puis elle tient un second rôle dans un gros succès hollywoodien, la comédie dramatique Arrête-moi si tu peux, réalisée par Steven Spielberg. Elle joue la mère du héros incarné par Leonardo DiCaprio.
En 2002, elle est la tête d'affiche du drame La Fleur du mal, cinquantième long-métrage de Claude Chabrol. Elle retrouve Tonie Marshall pour un second rôle dans la comédie France Boutique, menée par François Cluzet et Karin Viard. Elle fait ensuite partie du casting du drame Les Sentiments, de Noémie Lvovsky.
En 2003, elle partage l'affiche du drame Une vie à t'attendre avec Patrick Bruel. L'année 2005 est marquée par la sortie de deux autres drames L'un reste, l'autre part, de Claude Berri puis surtout Le Petit Lieutenant, qui marque sa seconde collaboration avec Xavier Beauvois. Elle y interprète une femme commandant de police revenue d'un drame familial et de l'alcoolisme. Sa prestation lui vaut le quatrième césar de sa carrière (son second trophée dans la catégorie « meilleure actrice »).
En 2006, elle joue dans le drame La Californie aux côtés de Ludivine Sagnier et fait partie du casting du thriller Ne le dis à personne, gros succès critique et commercial réalisé par Guillaume Canet.
Après dix ans d'absence de la scène théâtrale, Nathalie Baye crée à Vidy-Lausanne, en septembre 2006, Zouc par Zouc, un entretien entre Zouc et Hervé Guibert, mis en scène par Gilles Cohen, puis le joue au théâtre du Rond-Point jusqu'au 30 décembre.
En 2007, elle retrouve d'abord Gérard Depardieu pour la comédie dramatique Michou d'Auber, de Thomas Gilou ; puis elle porte le film indépendant Mon fils à moi, de Martial Fougeron ; enfin, elle donne la réplique à Christian Clavier pour la comédie de mœurs Le Prix à payer, d'Alexandra Leclère.
Elle figure en huitième position de la liste des célébrités mieux payées du cinéma français pour l'année 2007, avec 1,2 million d'euros de revenus.
En 2008, elle retrouve Tonie Marshall pour la comédie dramatique Passe-passe, où elle a pour partenaire Édouard Baer. Elle fait partie de la distribution chorale de la comédie Les Bureaux de Dieu, de Claire Simon. Enfin, Josiane Balasko la dirige dans le drama Cliente. Il s'agit d'une adaptation de son propre best-seller publié en 2004 (initialement un scénario refusé par les producteurs), centré sur la prostitution masculine.
L'année suivante, elle joue dans le film indépendant Visage, de Tsai Ming-liang. Elle y seconde Laetitia Casta et Fanny Ardant.
Elle est nommée chevalier de la Légion d'honneur le 1er janvier 2009. Elle est promue au grade d'officier lors de la promotion du Nouvel An 2018.

### Seconds rôles et drames (années 2010)

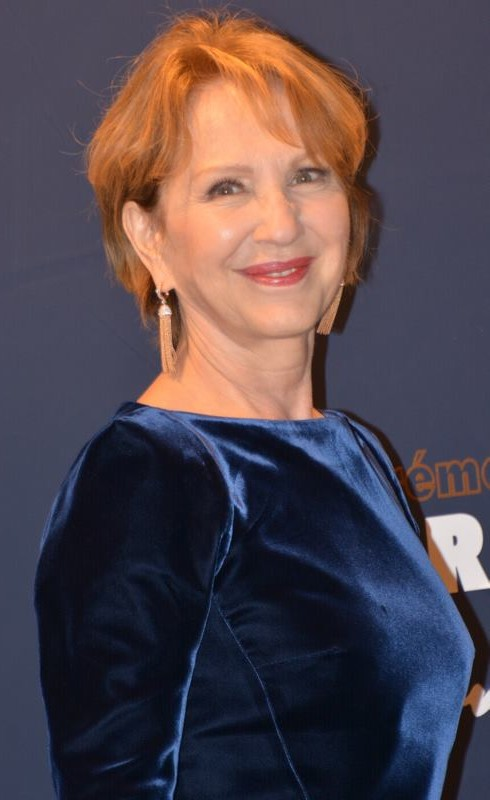
L'actrice aux Césars 2017, nommée pour le césar de la meilleure actrice dans un second rôle.

En 2010, elle joue dans Ensemble, c'est trop, une comédie de Léa Fazer avec notamment Pierre Arditi, Jocelyn Quivrin (le dernier film de cet acteur), Éric Cantona ou encore Aïssa Maïga. Elle y joue une femme qui découvre que son mari l'a trompée et s'installe chez son fils, mais la cohabitation va devenir un enfer pour la famille de ce dernier. Autre comédie de mœurs, De vrais mensonges, de Pierre Salvadori, qui marque ses retrouvailles avec Audrey Tautou.
En octobre 2011, elle est la présidente du jury du 22e Festival du film britannique de Dinard. La même année, elle tient un second rôle dans la comédie dramatique Je n'ai rien oublié, portée par Gérard Depardieu.
Engagée pour la défense de l'environnement et le soutien à l'enfance défavorisée, Nathalie Baye est membre du comité d'honneur de l'Institut Jane Goodall France.. Membre du comité d'honneur de l'Association pour le droit de mourir dans la dignité, elle s'implique régulièrement aux côtés de l'association, et cosigne en 2012 un appel aux candidats à l'élection présidentielle leur demandant de s'engager à déposer un projet de loi pour légaliser l'euthanasie.
Cette année-là, elle joue dans l'acclamé Laurence Anyways, de Xavier Dolan. Puis en 2013, elle fait partie du quatuor féminin de la comédie Les Reines du ring, de Jean-Marc Rudnicki ; en 2014, elle joue pour la première fois une grand-mère dans Lou ! Journal infime, de Julien Neel, mais seconde aussi Raphaël Personnaz, héros du thriller L'Affaire SK1, de Frédéric Tellier.
En 2015, elle revient en tête d'affiche pour le drame indépendant La Volante, de Christophe Ali et Nicolas Bonilauri ; puis Préjudice, écrit et réalisé par Antoine Cuypers.
L'année suivante, elle retrouve Xavier Dolan pour un second rôle dans le drame Juste la fin du monde. Sa prestation lui vaut une nomination pour le césar de la meilleure actrice dans un second rôle. Enfin, elle partage l'affiche du thriller psychologique Moka avec Emmanuelle Devos.
Depuis 2016, elle est Présidente d'Honneur de Valence scénario - Festival international des scénaristes et compositeurs.
En 2017, elle enchaîne trois projets : un second rôle dans la comédie Alibi.com, gros succès populaire signé Philippe Lacheau ; elle retrouve Xavier Beauvois une troisième fois, qui la dirige dans le drame historique Les Gardiennes, aux côtés de sa propre fille, Laura Smet.
En avril 2018, elle est la seconde actrice française à se prêter à une classe de maître Horschamp - Rencontres de Cinéma. La même année, elle passe à la télévision pour incarner l'héroïne de la série télévisée Nox, mise en scène par Mabrouk El Mechri.
Elle est la marraine du projet de sauvegarde « Sebitoli Chimpanzee » de la primatologue Sabrina Krief.

### Vie privée et engagements
En 1972, à 24 ans, Nathalie Baye fait ses débuts au cinéma et rencontre son premier grand amour, Philippe Léotard, qui quitte femme et enfants pour elle. Le couple se sépare en 1982. C'est par le biais de l'écrivain Jean-Marie Chevrier, ami de Léotard, que Nathalie Baye découvre la Creuse et notamment le village de Vallière, où elle aime se ressourcer et où elle achète plus tard une maison.
Le 23 avril 1982, lors de l'enregistrement de l'émission de télévision Formule 1+1 du couple Maritie et Gilbert Carpentier, elle rencontre Johnny Hallyday à qui elle donne la réplique dans un sketch conçu et pensé à l'initiative du parolier, journaliste et auteur Philippe Labro. Leur liaison surprend leur entourage et Nathalie transforme Johnny, qui quitte temporairement le monde de la nuit. Ils passent plusieurs de leurs vacances à Vallière. Le 15 novembre 1983 naît leur fille Laura Smet. Ils se séparent en mars 1986 alors que celle-ci est à peine âgée de deux ans et demi. Laura grandit en partie à Vallière, avant que Nathalie Baye revende sa maison creusoise pour lui préférer l'île de Ré. Elle se confie néanmoins plus tard sur son regret de s'être séparée de ce bien.
Puis, elle fréquente pendant un temps Pierre Lescure, alors PDG de Canal+. Elle cultive par la suite une certaine discrétion sur sa vie privée.
Dans les années 1990, elle est la compagne de Jean-Louis Borloo, qui est alors maire de Valenciennes. Une rumeur lui prête une liaison avec l'acteur Jean-Yves Berteloot, qu'elle dément. Elle est brièvement en couple avec le peintre américain François Lamore.

#### Engagements
En septembre 2018, à la suite de la démission de Nicolas Hulot, elle signe avec Juliette Binoche la tribune contre le réchauffement climatique intitulée « Le Plus Grand Défi de l'histoire de l'humanité », qui paraît en une du journal Le Monde, avec pour titre « L'appel de 200 personnalités pour sauver la planète ».
En mars 2019, elle s'engage à soutenir les malades atteints de schizophrénie ainsi que leur entourage, à la suite de la parution d'un livre de son amie Bénédicte Chenu,.
En 2022, elle se confie sur les différents troubles dont elle souffre comme la dyslexie ou la dyscalculie, mais principalement la claustrophobie, qui est un trouble hérité de son père.
En décembre 2023, elle est signataire de la tribune en soutien à Gérard Depardieu alors accusé de viol, agression sexuelle et harcèlement sexuel. Nathalie Baye s'élève contre « un lynchage qui fait gagner de l'argent aux journalistes » et déclare qu' « il [Depardieu] peut dire des gros mots, mais moi, je sais que ce n'est pas du tout l'homme qu'on décrit d'une manière monstrueuse dans la presse people ridicule ».

## Filmographie

### Cinéma

#### Années 1970
- 1972 : Faustine et le Bel Été de Nina Companeez : Giselle
- 1972 : Brève Rencontre à Paris (Two People) de Robert Wise (non attribué)
- 1973 : La Nuit américaine de François Truffaut : Joelle
- 1974 : La Gueule ouverte de Maurice Pialat : Nathalie
- 1974 : La Gifle de Claude Pinoteau : Christine
- 1975 : Le Voyage de noces de Nadine Trintignant : Sophie
- 1975 : Un jour, la fête de Pierre Sisser : Julie
- 1976 : Mado de Claude Sautet : Catherine
- 1976 : La Dernière Femme de Marco Ferreri : la fille aux cerises
- 1976 : Le Plein de super d'Alain Cavalier : Charlotte
- 1977 : L'Homme qui aimait les femmes de François Truffaut : Martine
- 1977 : Monsieur Papa de Philippe Monnier : Janine
- 1977 : La Communion solennelle de René Féret : Jeanne Vanderberghe
- 1978 : Mon premier amour d'Élie Chouraqui : Fabienne
- 1978 : La Chambre verte de François Truffaut : Cécilia Mandel
- 1979 : La Mémoire courte d'Eduardo de Gregorio : Judith
- 1979 Sourdis

#### Années 1980
- 1980 : Sauve qui peut (la vie) de Jean-Luc Godard : Denise Rimbaud
- 1980 : Une semaine de vacances de Bertrand Tavernier : Laurence Cuers
- 1980 : Je vais craquer de François Leterrier : Brigitte Ozendron
- 1981 : L'Ombre rouge de Jean-Louis Comolli : Anna
- 1981 : La Provinciale de Claude Goretta : Christine
- 1981 : Une étrange affaire de Pierre Granier-Deferre : Nina
- 1981 : Beau-père de Bertrand Blier : Charlotte
- 1982 : Le Retour de Martin Guerre de Daniel Vigne : Bertrande de Rols
- 1982 : La Balance de Bob Swaim : Nicole Danet
- 1983 : J'ai épousé une ombre de Robin Davis : Hélène
- 1984 : Notre histoire de Bertrand Blier : Donatienne Pouget / Marie-Thérèse Chatelard / Geneviève Avranche
- 1984 : Rive droite, rive gauche de Philippe Labro : Alexandra Vernakis
- 1985 : Détective de Jean-Luc Godard : Françoise Chenal
- 1985 : Le Neveu de Beethoven de Paul Morrissey : Leonore
- 1985 : Lune de miel de Patrick Jamain : Cécile
- 1987 : De guerre lasse de Robert Enrico : Alice Mangin
- 1988 : En toute innocence d'Alain Jessua : Catherine
- 1989 : Le Roi blessé (Gioco al massacro) de Damiano Damiani : Bella

#### Années 1990
- 1990 : Le Pinceau à lèvres (court métrage) de Bruno Chiche : elle
- 1990 : La Baule-les-Pins de Diane Kurys : Lena
- 1990 : L'Affaire Wallraff (The Man Inside) de Bobby Roth : Christine
- 1990 : Un week-end sur deux de Nicole Garcia : Camille Valmont
- 1992 : La Voix de Pierre Granier-Deferre : Lorraine
- 1992 : Le Visionarium (court métrage) de Jeff Blyth : Madame de Pompadour
- 1993 : Les Contes sauvages de Gérald Calderon : narratrice
- 1993 : Mensonge de François Margolin : Emma
- 1993 : Les Soldats de l'espérance (And the Band Played On) de Roger Spottiswoode : Dr Françoise Barre
- 1994 : La Machine de François Dupeyron : Marie Lacroix
- 1995 : La Mère (court métrage) de Caroline Bottaro : la mère
- 1996 : Enfants de salaud de Tonie Marshall : Sophie
- 1997 : Food of Love de Stephen Poliakoff : Michele
- 1998 : Paparazzi d'Alain Berberian : Nicole
- 1998 : Si je t'aime, prends garde à toi de Jeanne Labrune : Muriel
- 1999 : Vénus Beauté (Institut) de Tonie Marshall : Angèle
- 1999 : Une liaison pornographique de Frédéric Fonteyne : Elle

#### Années 2000
- 2000 : Ça ira mieux demain de Jeanne Labrune : Sophie
- 2000 : Selon Matthieu de Xavier Beauvois : Claire
- 2001 : Barnie et ses petites contrariétés de Bruno Chiche : Lucie Barnich
- 2001 : Absolument fabuleux de Gabriel Aghion : Patricia
- 2002 : Arrête-moi si tu peux (Catch Me if You Can) de Steven Spielberg : Paula Abagnale
- 2003 : La Fleur du mal de Claude Chabrol : Anne Charpin-Vasseur
- 2003 : France Boutique de Tonie Marshall : Sofia
- 2003 : Les Sentiments de Noémie Lvovsky : Carole
- 2004 : Une vie à t'attendre de Thierry Klifa : Jeanne
- 2005 : L'un reste, l'autre part de Claude Berri : Fanny
- 2005 : Le Petit Lieutenant de Xavier Beauvois : commandant Caroline Vaudieu
- 2006 : Lucas, fourmi malgré lui (The Ant Bully) de John A. Davis : voix française de la Reine des fourmis
- 2006 : La Californie de Jacques Fieschi : Maguy
- 2006 : Ne le dis à personne de Guillaume Canet : Maître Elysabeth Feldman
- 2006 : Mon fils à moi de Martial Fougeron : la mère
- 2007 : Michou d'Auber de Thomas Gilou : Gisèle
- 2007 : Acteur (court métrage) de Jocelyn Quivrin : Camille
- 2007 : Le Prix à payer d'Alexandra Leclère : Odile Ménard
- 2008 : Passe-passe de Tonie Marshall : Irène Montier Duval
- 2008 : Les Bureaux de Dieu de Claire Simon : Anne
- 2008 : Cliente de Josiane Balasko : Judith, la cliente
- 2009 : Visage de Tsai Ming-liang : Nathalie

#### Années 2010
- 2010 : Ensemble, c'est trop de Léa Fazer : Marie-France, la mère
- 2010 : De vrais mensonges de Pierre Salvadori : Maddy, la mère d'Émilie
- 2011 : Je n'ai rien oublié de Bruno Chiche : Elisabeth
- 2011 : HH, Hitler à Hollywood de Frédéric Sojcher : elle-même
- 2012 : Laurence Anyways de Xavier Dolan : Julienne Alia, la mère de Laurence
- 2013 : Les Reines du ring de Jean-Marc Rudnicki : Colette
- 2014 : Lou ! Journal infime de Julien Neel : la grand-mère
- 2015 : L'Affaire SK1 de Frédéric Tellier : Frédérique Pons
- 2015 : La Volante de Christophe Ali et Nicolas Bonilauri : Marie-France
- 2015 : Préjudice d'Antoine Cuypers : la mère
- 2016 : Juste la fin du monde de Xavier Dolan[14] : la mère
- 2016 : Moka de Frédéric Mermoud : Marlène
- 2017 : Alibi.com de Philippe Lacheau : Marlène Martin
- 2017 : Les Gardiennes de Xavier Beauvois : Hortense
- 2017 : Médée (court métrage) de Mikael Buch : la mère
- 2018 : Thomas (court métrage) de Laura Smet : Anne

#### Années 2020
- 2020 : Garçon chiffon de Nicolas Maury : Bernadette Meyer
- 2021 : Haute couture de Sylvie Ohayon : Esther
- 2021 : Lui de Guillaume Canet : La mère
- 2022 : Downton Abbey 2 : Une nouvelle ère (Down Abbey 2 : A New Era) de Simon Curtis : Madame de Montmirail
- 2023 : Alibi.com 2 de Philippe Lacheau : Marlène Martine
- 2023 : La Nuit du verre d'eau de Carlos Chahine : Hélène

### Télévision
- 1970 : Au théâtre ce soir : Les croulants se portent bien de Roger Ferdinand, mise en scène Robert Manuel, réalisation Pierre Sabbagh : Martine Legrand
- 1973 : L'Inconnu de Youri (téléfilm)
- 1975 : Cinéma 16 (série) : Esquisse d'une jeune femme sans dessus-dessous d'Alain Boudet : Fabienne
- 1975 :  La Condition féminine de Michel Honorin
- 1977 : Les Cinq Dernières Minutes (série), épisode Une si jolie petite cure de Guy Seligmann : Gisèle
- 1978 : Sacré farceur de Jacques Rouland (téléfilm) : Marianne
- 1979 : Madame Sourdis de Caroline Huppert (téléfilm) : Adèle Sourdis
- 2002 : L'Enfant des lumières de Daniel Vigne (mini série) : comtesse Diane de Breyves
- 2008 : Marie-Octobre de Josée Dayan (téléfilm) : Marie-Octobre
- 2009 : L'une chante, l'autre aussi d'Olivier Nicklaus (téléfilm) : elle-même
- 2010 : Le Grand Restaurant de Gérard Pullicino (divertissement unitaire): une cliente
- 2011 : Cinq fois Nathalie Baye (5 courts métrages) :
  - Dormir debout de Jean-Luc Perréard : Véronique
  - Bye Bye d'Édouard Deluc : Cécile
  - A l'abri de Jérémie Lippmann : la femme
  - Le Premier rôle de Mathieu Hippeau : Nathalie
  - Je voulais vous dire de Romain Delange : l'actrice
- 2012 : Les Hommes de l'ombre de Frédéric Tellier, saison 1 (série) : Anne Visage
- 2014 : Elles étaient en guerre de Hugues Nancy et Fabien Béziat (documentaire) : narratrice
- 2015 : Dix pour cent, saison 1, épisode 3 Nathalie et Laura de Cédric Klapisch : elle-même
- 2018 : Nox de Mabrouk El Mechri (série) : Catherine Suzini
- 2019 : Criminal: France, épisode Caroline de Frédéric Mermoud (série) : Caroline Solal
- 2020 : Dix pour cent, saison 4, épisode 2 Franck d'Antoine Garceau : elle-même

## Théâtre
- 1970 : Les Croulants se portent bien de Roger Ferdinand, mise en scène Robert Manuel, Théâtre Marigny
- 1971 : Galapagos de Jean Chatenet, mise en scène Bernard Blier, Théâtre de la Madeleine
- 1973 : Liolà de Luigi Pirandello, mise en scène Henri Delmas et Gabriel Garran, Théâtre de la Commune Aubervilliers
- 1978 : Les Trois Sœurs d'Anton Tchekhov, mise en scène Lucian Pintilie, Théâtre de la Ville
- 1986 : Adriana Monti de Natalia Ginzburg, mise en scène Maurice Bénichou, Théâtre de l'Atelier
- 1993 : Les Fausses Confidences de Marivaux, mise en scène Christian Rist, Théâtre national de Chaillot, Tournée
- 1995 : La Parisienne d'Henry Becque, mise en scène Jean-Louis Benoît, tournée France et Europe
- 2006 : Zouc par Zouc de Zouc et Hervé Guibert, mise en scène Gilles Cohen, Théâtre du Rond-Point
- 2009 : Hiver de Jon Fosse, mise en scène Jérémie Lippmann, Théâtre de l'Atelier

## Discographie
1985 : Nathalie Baye dit le texte d'introduction de la chanson Quelque chose de Tennessee de Johnny Hallyday, alors son compagnon, sur son album Rock'n'Roll Attitude. La citation est la tirade qui conclut la pièce La Chatte sur un toit brûlant de Tennessee Williams.
1986 : Nathalie Baye prête sa voix pour un livre audio, La Marquise de George Sand, publié aux éditions Des femmes, dans la collection « Bibliothèque des voix ».
1986 : Elle participe à l'enregistrement du premier titre des Enfoirés pour les Restos du Cœur, La Chanson des Restos de Jean-Jacques Goldman, dont elle déclame le couplet : "Autrefois on gardait toujours une place à table. Une soupe, une chaise, un coin dans l'étable. Aujourd'hui nos paupières et nos portes sont closes. Les autres sont toujours, toujours en overdose".

## Distinctions

### Décoration
- Officière de la Légion d'honneur

### Récompenses
- César 1981 : César de la meilleure actrice dans un second rôle pour Sauve qui peut (la vie)
- César 1982 : César de la meilleure actrice dans un second rôle pour Une étrange affaire
- César 1983 : César de la meilleure actrice pour La Balance
- Mostra de Venise 1999 : Coupe Volpi de la meilleure interprétation féminine pour Une liaison pornographique
- Festival de Seattle 2000 : prix d'interprétation féminine pour Vénus Beauté (Institut) et Une liaison pornographique
- César 2006 : César de la meilleure actrice pour Le Petit Lieutenant
- Étoiles d'or du cinéma français 2006 : meilleure actrice pour Le Petit Lieutenant
- Globe de cristal 2006 : meilleure actrice pour Le Petit Lieutenant
- Festival international du film de Saint-Sébastien 2006 : coquille d'argent de la meilleure actrice au pour Mon fils à moi
- Festival international du film de Montréal 2010 : Grand Prix Spécial des Amériques pour l'ensemble de sa carrière
- FIPA d'or 2012 : meilleure interprétation féminine pour Les Hommes de l'ombre
- Magritte 2012 : Magritte d'honneur pour l'ensemble de sa carrière[29]
- Festival 2 Cinéma 2 Valenciennes 2016 : trophée d'honneur pour l'ensemble de sa carrière

### Nominations
- César 1981 : César de la meilleure actrice pour Une semaine de vacances
- César 1984 : César de la meilleure actrice pour J'ai épousé une ombre
- César 1991 : César de la meilleure actrice pour Un week-end sur deux
- Prix du cinéma européen 1999 : Meilleure actrice pour Une liaison pornographique
- César 2000 : César de la meilleure actrice pour Vénus Beauté (Institut)
- César 2004 : César de la meilleure actrice pour Les Sentiments
- Prix du cinéma européen 2006 : Meilleure actrice pour Le Petit Lieutenant
- Molières 2007 : molière du one man show pour Zouc par Zouc
- Gala Québec Cinéma 2013 : Jutra de la meilleure actrice de soutien pour Laurence Anyways
- César 2017 : César de la meilleure actrice dans un second rôle pour Juste la fin du monde
- Prix Écrans canadiens 2017 : meilleure actrice dans un second rôle pour Juste la fin du monde